# Carl August Bolle
Carl (ou Karl) August Bolle( Berlim, 21 de novembro de 1821 – Berlim, 17 de fevereiro de 1909 ) foi um colecionador, ornitólogo, botânico  e naturalista alemão.

## Biografia
Sua família dirigiu uma próspera cervejaria. Estudou medicina e ciências naturais na sua cidade natal e em Bonn. Visitou o arquipélago de  Cabo Verde e as ilhas  Canárias entre 1852 e 1856, publicando "Meiner zweiter Beitrage zur Vogelkunde der Canarischen Inseln", em 1857. 
Fundou em  1867 a Sociedade Ornitológica Alemã  ( "Deutsche Ornithologen-Gesellschaft"), sucedendo Alfred Edmund Brehm (1829-1884) como presidente em 1884.
Em 1867, também desenvolveu um arboretum, o "Dendrologischen Garten", em Berlim.

## Homenagens
O pombo-torcaz-de-bolle (Columba bollii)  da floresta laurissilva das Canárias  foi nomeado em sua homenagem por  Frederick DuCane Godman (1834-1919).